# Bärmannsried
Bärmannsried ist ein Gemeindeteil des Markts Teisnach im niederbayerischen Landkreis Regen.

## Geographie
Das Dorf liegt in einem kleinen Talkessel zwischen den Bergen Berliner Kreuz (683 m), Vormittagsberg (650 m) und Kühberg (610 m), ca. 1,2 km vom Teisnacher Ortsteil Kaikenried und 4,4 km von Teisnach entfernt. Das Dorf ist nur durch eine Gemeindestraße nach Kaikenried erreichbar. Nördlich von Bärmannsried führt ein Weg ins unberührte Tal des Schwarzen Regens, das auch als „Bayerisch Kanada“ bezeichnet wird. Benachbarte Dörfer sind Kaikenried, Oed, Aschersdorf, Hofstatt und Altenmais.

## Geschichte
Die erste urkundliche Erwähnung von Bärmannsried, früher auch Bermannsried oder Permannsried geschrieben, erfolgte am 12. März 1359 bei einem Tauschhandel zwischen Albrecht Nußberger und dessen Schwiegervater Altmann von Degenberg. Bärmannsried gehörte zum Pfleggericht Linden, das einen Hof im Ort besaß. 1752 existierten in Bärmannsried 4 Anwesen. 1818 wurden die Gemeinden Kaikenried, zu der Bärmannsried gehörte, Sohl und Teisnach zur Gemeinde Teisnach zusammengelegt. 1875 lebten 52 Bewohner in 9 Anwesen. 1951 erhielt Bärmannsried elektrischen Strom und wurde 1990 an die gemeindliche Kläranlage sowie die Wasserversorgung angeschlossen. 2008 brannte der große Bauernhof der Familie Kraus komplett ab. Dabei erlitt der Besitzer Josef Kraus beim Versuch, die Tiere zu retten, schwere Verletzungen und musste ins Krankenhaus geflogen werden. Einige Helfer erlitten außerdem eine Rauchvergiftung. Bis auf sieben Rinder wurden alle Tiere im Stall gerettet. Die ortsansässige Dorfgemeinschaft stellt am Dorfplatz seit 2013 wieder regelmäßig einen Maibaum auf, nachdem dieser aus Kaikenried gestohlen wurde.

## Legende
Unter den Einwohnern wird seit längerer Zeit eine Legende erzählt. Angeblich sollte nach dem Tod einer alten Frau aus Bärmannsried ihre Leiche mit einem Sarg über einen alten Waldweg zum Teisnacher Friedhof getragen werden. Doch beim Transport mussten die Sargträger unweit des Kühberggipfels durch ein Moor waten. Auf einmal sanken diese ein, sie ließen den schweren Sarg in den Sumpf fallen und rannten davon. Als man später wieder an diese Stelle kam, hatte das Moor den Sarg schon geschluckt. Es wird erzählt, dass immer noch Gebeine der alten Frau aus dem Sumpf stehen. Zur Erinnerung wurde unweit der angeblichen Stelle, an der der Sarg unterging, eine Kapelle errichtet, die oft von Wanderern besucht wird.